# Локтевский район
Ло́ктевский райо́н — административно-территориальное образование (сельский район) и муниципальное образование (муниципальный район) в  Алтайском крае России.
Административный центр — город Горняк, расположенный в 360 км от Барнаула.

## География
Район расположен на юге края на границе с Казахстаном. Рельеф — мелкосопочная равнина. Добывается медь, цинк, свинец. Климат резко континентальный. Средняя температура января −17,2°С, июля +20,2°С. Годовое количество атмосферных осадков 365 мм.
На территории района расположены озёро Новенькое, Гилёвское водохранилище, протекают реки Золотуха, Алей, Каменка, Щелочиха. Почвы — чернозёмы обыкновенные и чернозёмы с солонцеватыми комплексами. Растут берёза, тополь, клён. Обитают лиса, заяц, лось, косуля, корсак.
Площадь — 2340 км².

## История
Образован в 1924 году.

## Население
| 1959    | 1996    | 1997    | 1998    | 1999    | 2000    | 2001    | 2002    | 2003    |
| ------- | ------- | ------- | ------- | ------- | ------- | ------- | ------- | ------- |
| 40 915  | ↘35 800 | ↘35 700 | ↘35 200 | ↗35 300 | ↘34 800 | ↘34 500 | ↘34 000 | ↘33 915 |
| 2004    | 2005    | 2006    | 2007    | 2008    | 2009    | 2010    | 2011    | 2012    |
| ↘33 492 | ↘33 132 | ↘33 106 | ↘32 830 | ↘32 254 | ↘31 864 | ↘29 658 | ↘29 478 | ↘28 621 |
| 2013    | 2014    | 2015    | 2016    | 2017    | 2018    | 2019    | 2020    | 2021    |
| ↘27 821 | ↘27 071 | ↘26 673 | ↘26 332 | ↘26 021 | ↘25 399 | ↘24 742 | ↘24 281 | ↘20 480 |

### Урбанизация
В городских условиях (город Горняк) проживают  49,38 % населения района.

### Национальный состав[16]
| национальность | мужчин | женщин | всего  | %    |
| -------------- | ------ | ------ | ------ | ---- |
| русские        | 14 833 | 16 950 | 31 783 | 93,5 |
| немцы          | 469    | 524    | 993    | 2,9  |
| украинцы       | 137    | 175    | 312    | 0,9  |
| армяне         | 105    | 86     | 191    | 0,56 |
| казахи         | 97     | 86     | 183    | 0,54 |
| татары         | 47     | 65     | 112    | 0,33 |
| белорусы       | 42     | 59     | 101    | 0,3  |
| цыгане         | 31     | 27     | 58     | 0,17 |
| итого:         | 15 911 | 18 073 | 33 984 | 100  |

## Административно-муниципальное устройство
Локтевский район с точки зрения административно-территориального устройства края включает 18 административно-территориальных образований, в том числе  1 город районного значения и 17 сельсоветов.
Локтевский муниципальный район в рамках муниципального устройства включает 18 муниципальных образований, в том числе 1 городское поселение и 17 сельских поселений:
| №        | Муниципальное образование  | Административный центр | Количество населённых пунктов | Население (чел.) | Площадь (км²) |
| -------- | -------------------------- | ---------------------- | ----------------------------- | ---------------- | ------------- |
| 1e-06    | Городское поселение        |                        |                               |                  |               |
| 1        | город Горняк               | город Горняк           | 1                             | ↘10 112          | 28,09         |
| 1.000002 | Сельское поселение         |                        |                               |                  |               |
| 2        | Александровский сельсовет  | село Александровка     | 2                             | ↘368             | 138,99        |
| 3        | Второкаменский сельсовет   | село Вторая Каменка    | 2                             | ↘722             | 120,00        |
| 4        | Георгиевский сельсовет     | село Георгиевка        | 1                             | ↘483             | 99,36         |
| 5        | Гилёвский сельсовет        | село Гилёво            | 1                             | ↘792             | 119,48        |
| 6        | Ермошихинский сельсовет    | село Ермошиха          | 1                             | ↘113             | 78,18         |
| 7        | Золотухинский сельсовет    | село Золотуха          | 2                             | ↘663             | 214,31        |
| 8        | Кировский сельсовет        | посёлок Кировский      | 3                             | ↘916             | 179,25        |
| 9        | Локтевский сельсовет       | село Локоть            | 1                             | ↘913             | 234,12        |
| 10       | Масальский сельсовет       | посёлок Масальский     | 3                             | ↘1519            | 177,43        |
| 11       | Николаевский сельсовет     | село Николаевка        | 1                             | ↘396             | 128,08        |
| 12       | Новенский сельсовет        | село Новенькое         | 1                             | ↘322             | 219,12        |
| 13       | Новомихайловский сельсовет | село Советский Путь    | 2                             | ↘716             | 136,31        |
| 14       | Покровский сельсовет       | село Покровка          | 1                             | ↘789             | 122,41        |
| 15       | Ремовский сельсовет        | посёлок Ремовский      | 1                             | ↘720             | 3,14          |
| 16       | Самарский сельсовет        | село Самарка           | 1                             | ↘493             | 140,66        |
| 17       | Успенский сельсовет        | село Успенка           | 1                             | ↘886             | 38,11         |
| 18       | Устьянский сельсовет       | село Устьянка          | 1                             | ↘746             | 163,56        |

### Населённые пункты
В Локтевском районе 26 населённых пунктов
| №  | Населённый пункт | Тип     | Население | Муниципальное образование  |
| -- | ---------------- | ------- | --------- | -------------------------- |
| 1  | Александровка    | село    | ↘394      | Александровский сельсовет  |
| 2  | Антошиха         | село    | ↘106      | Масальский сельсовет       |
| 3  | Вторая Каменка   | село    | ↘707      | Второкаменский сельсовет   |
| 4  | Георгиевка       | село    | ↘483      | Георгиевский сельсовет     |
| 5  | Гилёво           | село    | ↘792      | Гилёвский сельсовет        |
| 6  | Горняк           | город   | ↘10 112   | город Горняк               |
| 7  | Ермошиха         | село    | ↘113      | Ермошихинский сельсовет    |
| 8  | Золотуха         | село    | ↘902      | Золотухинский сельсовет    |
| 9  | Кировский        | посёлок | ↘1062     | Кировский сельсовет        |
| 10 | Кучеровка        | село    | ↗71       | Масальский сельсовет       |
| 11 | Локоть           | село    | ↘913      | Локтевский сельсовет       |
| 12 | Масальский       | посёлок | ↘1669     | Масальский сельсовет       |
| 13 | Междуречье       | посёлок | ↘86       | Второкаменский сельсовет   |
| 14 | Мирный           | посёлок | ↘6        | Кировский сельсовет        |
| 15 | Николаевка       | село    | ↘396      | Николаевский сельсовет     |
| 16 | Новенькое        | село    | ↘322      | Новенский сельсовет        |
| 17 | Новомихайловка   | село    | ↘216      | Новомихайловский сельсовет |
| 18 | Павловка         | село    | ↘141      | Александровский сельсовет  |
| 19 | Покровка         | село    | ↘789      | Покровский сельсовет       |
| 20 | Раздольное       | село    | ↘0        | Золотухинский сельсовет    |
| 21 | Ремовский        | посёлок | ↘720      | Ремовский сельсовет        |
| 22 | Самарка          | село    | ↘493      | Самарский сельсовет        |
| 23 | Советский Путь   | село    | ↘652      | Новомихайловский сельсовет |
| 24 | Степной          | посёлок | →1        | Кировский сельсовет        |
| 25 | Успенка          | село    | ↘886      | Успенский сельсовет        |
| 26 | Устьянка         | село    | ↘746      | Устьянский сельсовет       |

### Упразднённые населённые пункты
Асенкритовка, Калантырь Новенского сельсовета (2008 г.), Красное Раздолье (1985 г.).

## Экономика
Основные направления экономики — сельское хозяйство и горнодобывающая промышленность. На территории района находился горно-обогатительный комбинат, в настоящее время не функционирует, работает известковый завод. В сельском хозяйстве развито производство зерна, мяса, молока, шерсти. В районе есть предприятия по переработке сельхозсырья: молзавод, хлебозавод.

## Палеонтология
В Локтевском районе на берегу реки Золотушки нашли бивень мамонта.

## Известные уроженцы
- Ткачёва, Татьяна Изосимовна (1914—1989) — передовик производства, председатель колхоза «Родина». Депутат Верховного Совета СССР. Герой Социалистического Труда (1957).
- Ханинова, Римма Михайловна (род. 1955) — калмыцкая поэтесса, писательница, драматург.